# Botkyrkabyggen

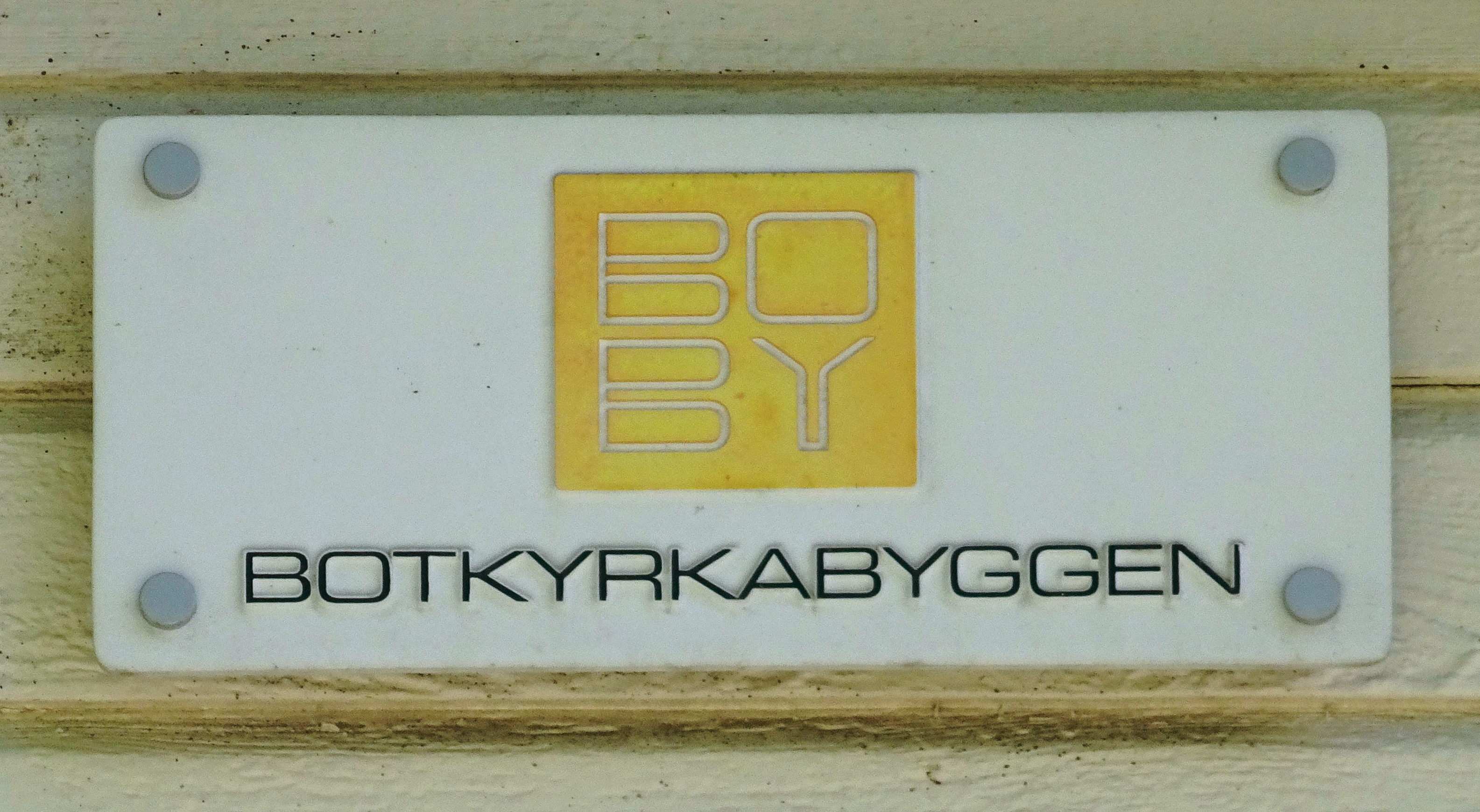
Botkyrkabyggens skylt.

AB Botkyrkabyggen är ett kommunalägt bostadsföretag som ägs av Botkyrka kommun. Företaget bildades 1957 och har till uppdrag att förvalta och hyra ut nästan 11 700 hyresbostäder och 730 kommersiella lokaler i Botkyrka kommun. Företagets bostäder är spridda över hela Botkyrka och rymmer allt från tidigare bruksbostäder från förra sekelskiftet (se Vita villorna) till den pågående nyproduktionen i Tullinge. 